# 勒瓦勒多克尔
勒瓦勒多克尔（法語：Le Val d'Ocre，法語發音：[lə val dɔkʁ]）是法国勃艮第-弗朗什-孔泰大区约讷省的一个市镇，位于该省中西部，属于欧塞尔区。

## 地名
“勒瓦勒达泽”（Le Val d'Ocre）一名在法语中意为“奥克尔河谷”。

## 历史
勒瓦勒多克尔成立于2016年1月1日，由圣欧班新堡（Saint-Aubin-Château-Neuf）和奥克尔河畔圣马丹（Saint-Martin-sur-Ocre）两个市镇合并而成，其中圣欧班新堡为政府驻地。

## 地理
勒瓦勒多克尔（47°49'25.0"N, 3°18'36.0"E）面积29.47 平方千米，位于法国勃艮第-弗朗什-孔泰大區约讷省，该省份为法国中北部内陆省份，西接卢瓦雷省，西北接塞纳-马恩省，南至涅夫勒省，东临科多尔省，东北与奥布省接壤。
与勒瓦勒多克尔接壤的市镇（或旧市镇、城区）包括：沙西、梅里拉瓦莱、莱索尔姆、圣莫里斯勒维埃耶、圣莫里斯蒂祖阿耶、索姆凯斯、维利耶圣伯努瓦、埃格勒尼。
勒瓦勒多克尔的时区为UTC+01:00、UTC+02:00（夏令时）。

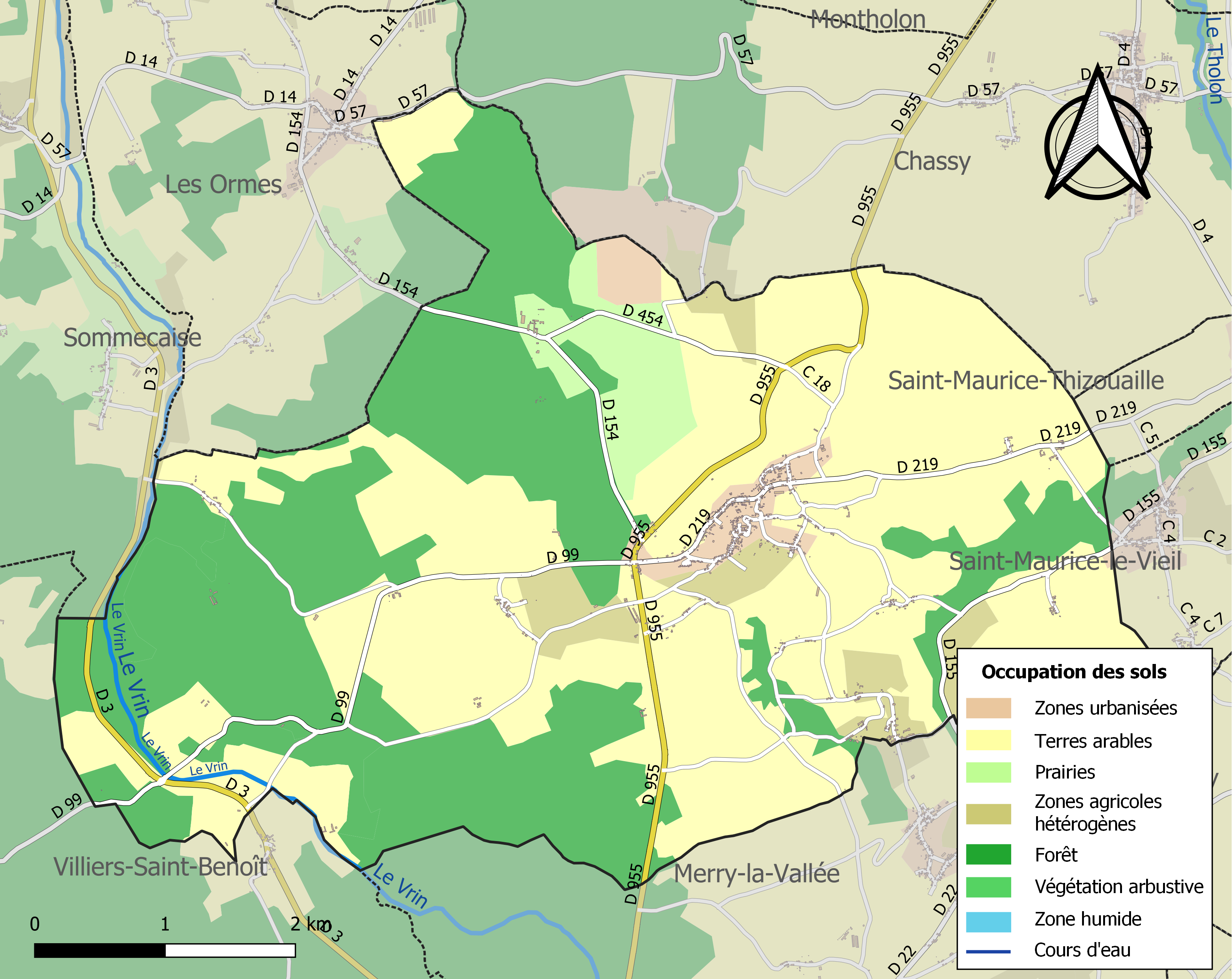
勒瓦勒多克尔的OSM定位图

## 行政
勒瓦勒多克尔的邮政编码为89110，INSEE市镇编码为89334。

## 政治
勒瓦勒多克尔所属的省级选区为沙尔尼-奥雷德皮赛县。

## 人口
勒瓦勒多克尔于2022年1月1日时的人口数量为559人。